# Prochilodus argenteus
Prochilodus argenteus is een straalvinnige vissensoort uit de familie van de nachtzalmen (Prochilodontidae). De wetenschappelijke naam van de soort is voor het eerst geldig gepubliceerd in 1829 door  Johann Baptist von Spix (postuum) en Louis Agassiz. Johann Baptist von Spix had ze verzameld tijdens zijn reis door Brazilië van 1817 tot 1820. Het is een zoetwatervis die oorspronkelijk endemisch was in het stroomgebied van de São Francisco-rivier maar die later geïntroduceerd is in andere rivieren van noord-oost-Brazilië.